# Verena Moritz

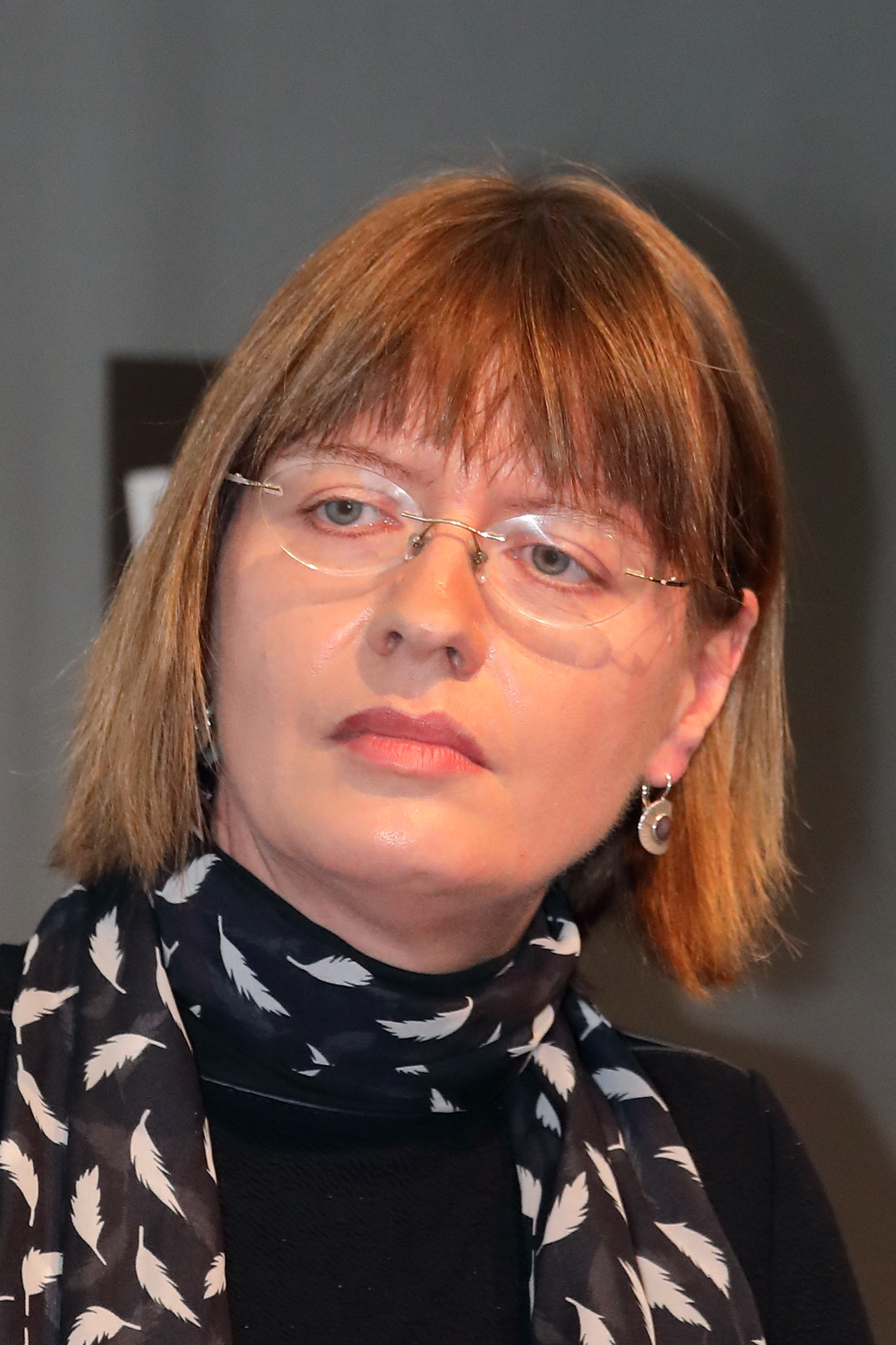
Verena Moritz (2018)

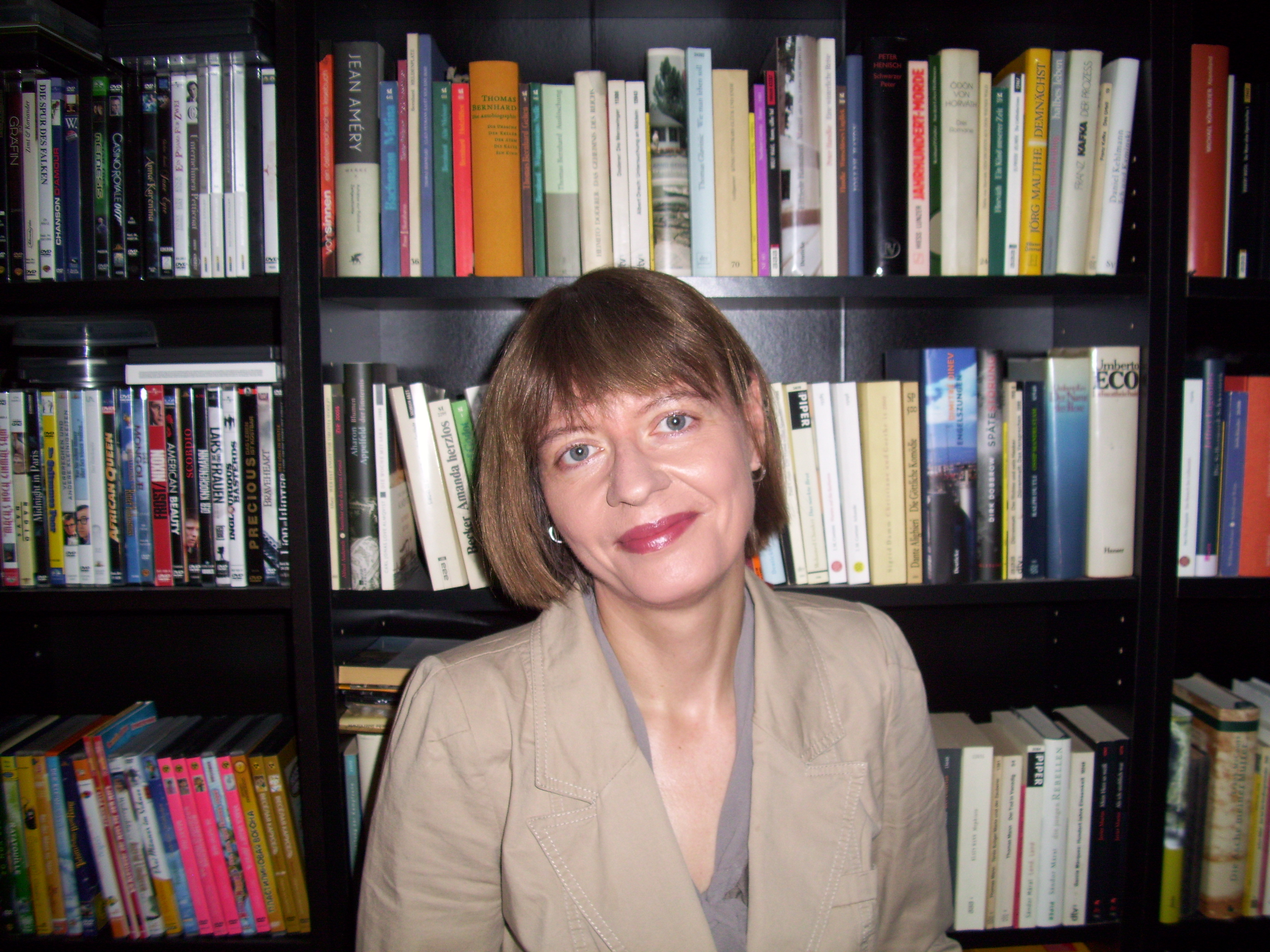
Verena Moritz (2014)

Verena Moritz (* 1969 in Eisenstadt) ist eine österreichische Historikerin.

## Leben
Moritz studierte Geschichte und Russisch an der Universität Wien, verbrachte mehrere Forschungsaufenthalte in Moskau und St. Petersburg und wurde 2001 bei Gerhard Jagschitz am Institut für Zeitgeschichte mit der Dissertation Zwischen allen Fronten. Die russischen Kriegsgefangenen in Österreich im Spannungsfeld von Nutzen und Bedrohung (1914–1921) zur Dr. phil. promoviert.
Sie ist Lektorin an den Universitäten Wien und Salzburg und Leiterin verschiedener wissenschaftlicher Forschungsprojekte, u. a. zu den Kriegsgefangenen in der Habsburgermonarchie 1914–1918. Überdies ist sie Mitglied der Österreichisch-Russischen Historikerkommission und des Advisory Boards des Ludwig-Boltzmann-Instituts für Kriegsfolgen-Forschung in Graz-Wien-Raabs. Ihre Forschungsschwerpunkte liegen in der österreichischen und russischen Geschichte; sie veröffentlichte dazu zahlreiche Bücher. Moritz lebt in Wien.

## Auszeichnungen
- 2004: Förderpreis für Militärgeschichte und Militärtechnikgeschichte
- 2004: Böhlau-Preis der Österreichischen Akademie der Wissenschaften
- 2006: Preis der Burgenlandstiftung – Theodor Kery
- 2006: Preis des Theodor Körner Fonds zur Förderung von Wissenschaft und Kunst
- 2013: Wissenschaftsbuch des Jahres in der Kategorie Geistes-, Sozial- und Kulturwissenschaft des Bundesministeriums für Wissenschaft und Forschung und des Verlages Buchkultur

## Schriften (Auswahl)
- 1917. Österreichische Stimmen zur Russischen Revolution, Residenz Verlag, Salzburg 2017, ISBN 978-3-7017-3408-5
- mit Hannes Leidinger: Russisches Wien. Begegnungen aus vier Jahrhunderten. Böhlau, Wien u. a. 2004, ISBN 3-205-77263-6.
- mit Hannes Leidinger: Zwischen Nutzen und Bedrohung. Die russischen Kriegsgefangenen in Österreich (1914–1921) (= Militärgeschichte und Wehrwissenschaften, Band 7). Bernard & Graefe, Bonn 2005, ISBN 3-7637-6259-0.
- mit Hannes Leidinger: Sozialismus. Böhlau, Wien u. a. 2008, ISBN 978-3-8252-3013-5.
- mit Hannes Leidinger: Die Republik Österreich 1918/2008. Überblick, Zwischenbilanz, Neubewertung. Deuticke, Wien 2008, ISBN 978-3-552-06087-6.
- mit Hannes Leidinger: Die Nacht des Kirpitschnikow. Eine andere Geschichte des Ersten Weltkriegs. Deutscher Taschenbuch Verlag, München 2008, ISBN 978-3-423-34513-2.
- mit Hannes Leidinger, Karin Moser: Streitbare Brüder. Österreich:Deutschland. Kurze Geschichte einer schwierigen Nachbarschaft. Residenz Verlag, St. Pölten 2010, ISBN 978-3-7017-3180-0.
- mit Hannes Leidinger, Berndt Schippler: Schwarzbuch der Habsburger. Die unrühmliche Geschichte eines Herrscherhauses. Haymon-Taschenbücher, Innsbruck 2010, ISBN 978-3-85218-822-5.
- mit Hannes Leidinger: Die russische Revolution. Böhlau, Wien u. a. 2011, ISBN 978-3-8252-3490-4.
- mit Hannes Leidinger: Der Erste Weltkrieg. Böhlau, Wien u. a. 2011, ISBN 978-3-8252-3489-8.
- mit Hannes Leidinger: Oberst Redl. Der Spionagefall, der Skandal, die Fakten. Residenz Verlag, St. Pölten u. a. 2012, ISBN 978-3-7017-3169-5.
- mit Hannes Leidinger, Karin Moser, Wolfram Dornik: Habsburgs schmutziger Krieg. Ermittlungen zur österreichisch-ungarischen Kriegsführung 1914–1918. Residenz, St. Pölten 2014, ISBN 978-3-7017-3200-5
- mit Hannes Leidinger: Lenin: die Biografie. Eine Neubewertung, Residenz, Wien/Salzburg 2023, ISBN 978-3-7017-3390-3.